# Издајник (Отписани)
Издајник је трећа епизода телевизијске серије „Отписани“, снимљене у продукцији Телевизије Београд и Централног филмског студија „Кошутњак“. Премијерно је приказана у Социјалистичкој Федеративној Републици Југославији 5. јануара 1975. године на Првом програму Телевизије Београд.

## Синопсис
Двојица Гестаповаца долазе у ноћни бар, где Лили (Радмила Теодоровић) има наступ. После наступа, они јој саопштавају да је Франк погинуо и хапсе је. Зрики (Чедомир Петровић) и Милан (Раде Марковић) одлазе у библиотеку, где се сусрећу са библиотекарком Лелом (Мира Динуловић). Милан тада Зрикија упознаје са Лелом и говори му да је она његова заменица и да ће од сада с њом одржавати везу, пошто он одлази на терен у партизански одред. Код Милана кући, где се он пакује за одлазак у Одред, Зрики му саопштава да би Тихи желео да покуша да некако спасе Лили. Милан покушава да ге разувери да је то узалудно, а на крају му саопштава да је она стрељана.
Тихи (Воја Брајовић) одлази код Прлета (Драган Николић) на таван, где га затиче у трампи са једним полицијским агентом — Пером „Увцетом“ (Браца Гавриловић). Он је преко њега дознао да у њиховој организацији постоји издајник, који одржава везу са Николом (Душан Перковић), шефом Специјалне полиције и има псеудоним „Бели“. Прле је убеђен да је ово истина, док је Тихи скептичан према овој информацији. Мајор Кригер (Стево Жигон) позива Николу и саопштава му да вечерас, они и Крста (Васа Пантелић), дођу на састанак код пуковника Милера (Рудолф Улрих).
Прле и Тихи иду ка шлепу и разговарају о томе ко би могао бити издајник. Тихи је и даље сумњичав према читавој причи о издајнику, док му Прле саопштава да су му сви сумњиви, изузев њега. Прле такође наводи да је он сам најсумњивији јер се бави шверцом. По доласку на шлеп, Прле му саопштава да је он сам већ направио план да ликвидира Николу, шефа Специјалне полиције. На састанку код пуковника Милера, он Николи и Крсти саопштава да је генерал Недић позвао водеће интелектуалце да потпишу антикомунистички „Апел српском народу“ и пита их шта они мисле о одзиву интелектуалаца и шта су они учинили да се број потписа повећа. Мајор Кригер је тада рекао како се неки професори шале на рачун Апела и навео пример једног професора хуманисте који је свом колеги композитору рекао да не може да потпише Апел, јер студентима предаје етику. Никола тада саопштава пуковнику Милеру, да је дотични професор затворен на Бањици.
Лела одлази код књиговесца (Мића Томић) и поручује му да хитно пронађе Славка (Мирољуб Лешо), полицијског агента и поручи му да сазна ко је Бели. У току ноћи Никола и Славко, у пратњи официра Гестапоа, међу којима је и мајор Кригер, иду у обилазак виђенијих породица, чији су чланови одбили да потишу Апел. Они тада одлазе у Нинину (Јелена Чворовић) кућу и врше претрес, а на крају хапсе њеног очуха (Иво Јакшић), познатог професора. Током претреса куће, агент Славко проналази урну покојног Нининог оца, који је био Јеврејин, али је прикрива, јер би у том случају Нина била одмах ухапшена.
Тихи одлази до Зрикија, али му његова мајка саопштава да он спава. Он јој тада говори да ће га чекати у библиотеци. За то време, књиговезац и агент Славко се срећу у зоолошком врту, где му овај саопштава да треба да сазна ко је Бели. Зрики долази у библиотеку, где Тихом говори да под хитно морају убити Николу. Увече Никола затиче Славка у канцеларији, који је још увек на послу. Славко се тада правда да тражи неке податке за Кригера. У току разговора, Никола прича како је и Нина, такође повезана са групом која је извела акцију у болници и саботажу у гаражи. Славко покушава да нешто више сазна о Белом, али безуспешно, изузев тога да је ухапшен после акције у болници. По Николином одласку, Славко одлази у његову канцеларију и покушава да пронађе неки траг о томе ко је Бели. Тада проналази једну цедуљу и фотографише је.
Лела се сусреће са Зрикијем и даје му фотографију цедуље са Беловим рукописом. Одмах по виђењу фотографије Зрики, дешифрује чији је рукопис и сазнаје ко је издајник. Он Лели саопштава своје разочарење, јер је у издајника имао пуно поверење и са њим разговарао о држању пред полицијом, у случају хапшења. Зрики потом одлази да се види са Нином, која му се поверава да је полиција прати и да је у опасности. Он јој саопштава да ће неколико дана преспавати код њега, а да ће је потом уз помоћ Тихог негде склонити. Саопштава јој и да је открио издајника и да још увек не може рећи ко је он. По њиховом растанку, агенти који су пратили Нину, сада крећу да прате и Зрикија. Нину хапсе, а Зрики по открићу да га прате почиње да бежи. Тада долази до сукоба са агентима и он гине.
Прле и Тихи одлазе код Паје (Мики Манојловић) у кафану и у магацину му саопштавају да је Зрики убијен, а Нина ухапшена. У полицији, Никола и Крста одводе Нину у ћелију њеног очуха, који је тешко мучен и она по виђењу очуха пада у несвест. Лела одлази до Зрикија, али долазећи до његове зграде, види умрлицу и од комшија сазнаје да је он убијен. Агенти тада почињу и њу да прате, али она успева да им умакне. Никола саопштава Славку, да Нина упорно ћути и неће ништа да открије.
Прле, Тихи и Паја одлазе код Милета, где читаву ноћ разрађују план о убиству Николе. У зору они се распоређују око зграде где он станује. По унапред утврђеном плану, једна скојевка (Бранка Зорић), обучена у сељанку са кантама млека, стоји у капији у близини његовог улаза. По изласку из зграде Николе и још једног агента, она испушта канте и тиме осталима наговештава њихов долазак. Прле и Тихи тада излазе испред њих и пуцају. Агент пада мртав, док Никола рањен утрчава у једно двориште. У том дворишту налазе се Паја и Миле и Никола одмах по виђењу Милета ословљава са Бели. Миле тада убија Николу и осталима саопштава да је он издајник и да су му агенти обећали да неће убити Бобана. Убрзо потом наилази немачка патрола и Миле улази у сукоб с њима и тиме помаже осталима да побегну. У сукобу с патролом Миле гине.

## Историјска подлога
Као инспирација за ову епизоду послужило је неколико примера лошег држања ухапшених илегалаца пред полицијом. Хапшени илегалци, чланови покрета отпора, су се пред полицијом углавном добро држали и ни под најстрашнијим мучењима нису ништа откривали — ни о себи, ни о организацији. Али и међу њима је било људи које је полиција успела да сломи — било физичком или психичком тортуром. Као један од најпознатијих случаја издаје пред полицијом, која је изазвала велику полицијску провалу у илегални покрет отпора у Београду, био је случај Ратка Митровића Шиље. Он је био члан ЦК СКОЈ-а и ухапшен је августа 1941. године у Војводини. Потом је био пребачен у Београд, где је агентима Специјалне полиције открио методе илегалног живота и рада. То је полицији било драгоцено сазнање и убрзо је успела да похапси или побије све чланове Месног комитета КПЈ за Београд. Међу ухапшенима, налазила се и Раткова рођена сестра Вукица Митровић, која се пред полицијом добро држала и проглашена је за народног хероја.
У овој епизоди су приказана два догађаја која су веома слична стварним догађајима — убиство Зрикија и хапшење Нине, после њиховог састанка, као и убиство Николе, шефа Специјалне полиције и агента из његове пратње. Као мотив за прву сцену послужио је догађај од 6. октобра 1941. године - пошто је полиција, услед издаје Ратка Митровића, успела да ухапси групу илегалаца, један од њих Душан Грубач није издржао полицијску тортуру и агентима је одао да треба да се састане са важним партијским личностима. Агенти су тада заједно са њим, отишли на договорено место и направили заседу. Пошто Давид Пајић и Вукица Митровић нису знали да је Грубач ухапшен пошли су на заказани састанак са њим у Виноградску улицу код броја 88. Чим су дошли, агенти су насрнули на њих у намери да их ухапсе. Давид Пајић је тада имао револвер и полицији је пружио отпор, али је у сукобу погинуо. Док је Вукица била рањена и ухапшена. Као мотив за другу сцену послужио је догађај од 6. марта 1942. године — када је група илегалаца у улици Цара Уроша бр 17. извршила атентат на злогласног полицијског агента Ђорђа Космајца и његовог помоћника Обрада Залада. Главни организатор ове акције била је Јелена Ћетковић, секретар МК КПЈ за Београд, коју је полиција успела да ухапси неколико дана пре планираног извршења. Чланови ударне групе, коју је формирала за извршење овог задатка, били су сигурни у Јелену да неће ништа одати и свега пет дана после њеног хапшења, извршили су успешно овај атентат. Као и у серији, и у стварности је постојала илегалка обучена у сељанку с кантама за млеко, која је имала задатак да по изласку агената из зграде испуштањем канте најави њихов долазак.
Лик Славка, службеника Специјалне полиције који сарађује са илегалцима, настао је на основу стварног лика — Јанка Јанковића, шефа картотеке Специјалне полиције, који је од лета 1941. до септембра 1943, када је његов рад откривен, сарађивао са илегалцима и откривао им разне податке. Као у серији, у стварности је Јанко Јанковић успео да открије шпијуна у покрету отпора. Наиме извесни Лазар Дожић, који је био члан покрета отпора, је после једног хапшења почео да сарађује са полицијом. Он је био на директној вези са Бошком Бећаревићем, шефом IV одсека Специјалне полиције и имао је псеудоним „Сотир Сотировић“. Јанковић је једне вечери кришом претресао Бећаревићеву документацију и пронашао доставу потписану са Сотир Сотировић. Он је тада ту доставу узео и предао је Благоју Нешковићу, секретару ПК КПЈ за Србију који је касније, упоређујући нека партијска документа препознао рукопис. Када је дознао да је денунциран, Дожић је побегао из Београда и прешао у Земун, који је тада био у саставу Независне Државе Хрватске и тамо се крио до краја рата. После рата му је суђено и стрељан је.
У овој епизоди спомиње се и „Апел српском народу“, који је 13. августа 1941. године донела Комесарска управа Милана Аћимовића и у којем се осуђује комунистички устанак у Србији. У серији је речено да је Апел донела Влада Милана Недића, али је она формирана тек 29. августа 1941. Испричана је и позната анегдота у вези с Апелом, када је професор Милош Ђурић одбио да га потпише правдајући се да он студентима предаје етику. Такође, дата је и напомена да је дотични професор послат у Бањички логор.

## Улоге
Списак глумаца и ликова који се појављују у епизоди „Издајник“:
| Глумац             | Улога          |
| ------------------ | -------------- |
| Драган Николић     | Прле           |
| Војислав Брајовић  | Тихи           |
| Предраг Манојловић | Паја           |
| Владан Холец       | Миле           |
| Чедомир Петровић   | Зрики          |
| Раде Марковић      | Милан          |
| Мирољуб Лешо       | Славко         |
| Мира Динуловић     | Лела           |
| Јелена Чворовић    | Нина           |
| Рудолф Улрих       | пуковник Милер |
| Стево Жигон        | мајор Кригер   |
| Душан Перковић     | Никола         |
| Васа Пантелић      | Крста Мишић    |
| Богосава Никшић    | Прлетова мајка |

| Глумац             | Улога           |
| ------------------ | --------------- |
| Мића Томић         | Књиговезац      |
| Иво Јакшић         | Нинин очух      |
| Божидар Павићевић  | Динст           |
| Цане Фирауновћ     | Кениг           |
| Радмила Теодоровић | Љиљана „Лили“   |
| Зорка Манојловић   | Зрикијева мајка |
| Бранка Зорић       | Скојевка        |
| Радмила Гутеша     | Елза            |
| Деса Берић         | Комшиница 1     |
| Љубица Јанићијевић | Комшиница 2     |
| Предраг Милинковић | Гојко           |
| Душан Вујиновић    | Лимар           |
| Браца Гавриловић   | Пера „Увце“     |
| Страхиња Мојић     | Агент           |